# 樊孝菊
樊孝菊（1932年10月—2015年4月2日），女，江西修水人，中华人民共和国政治人物。

## 生平
1950年6月至1951年12月，任江西省修水县四都乡妇女主任。1952年1月至1953年8月，为修水县三都二区妇女干部，1952年12月，加入中国共产党。1953年9月至1962年11月，任修水县四都乡副乡长、妇女主任、团委书记。1962年12月至1964年3月，任修水县南岭公社四都大队北上小队副队长，菊牡队队长。1964年4月至1965年12月，任修水县南岭垦殖场四都大队生产队队长。1966年1月至1967年2月，任修水县三都茶厂党委副书记兼县农科所副主任。1968年1月至1969年8月，任修水县革委会副主任兼三都茶厂党委副书记。1969年9月至1972年12月，任修水县革委会副主任、太阳升公社党委书记、三都茶厂党委副书记。1973年1月至1981年12月，任江西省革委会副主任。1973年8月至1978年，担任江西省妇联主任；后担任中共修水县委常委、修水县革委会副主任，修水县太阳升公社党委书记、三都茶厂党委副书记。1982年1月至1984年12月，任修水县三都茶厂工会副主席。1985年1月至1986年11月，任修水县三都茶厂退管委员会主任。2015年4月2日，在修水县城逝世，享年84岁。